# Liste des procureurs généraux près la Cour de cassation

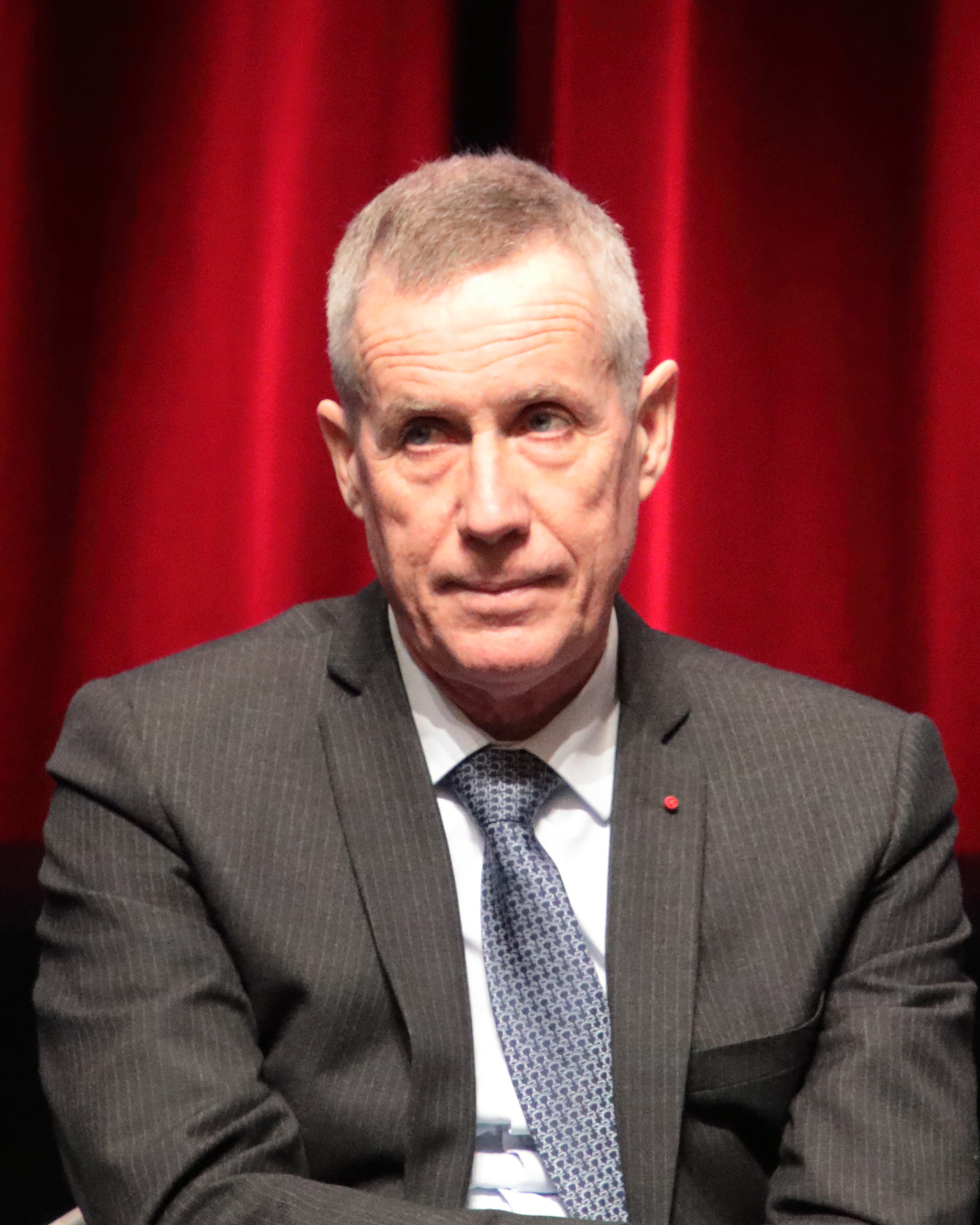
François Molins est procureur général près la Cour de cassation, de 2018 à 2023.

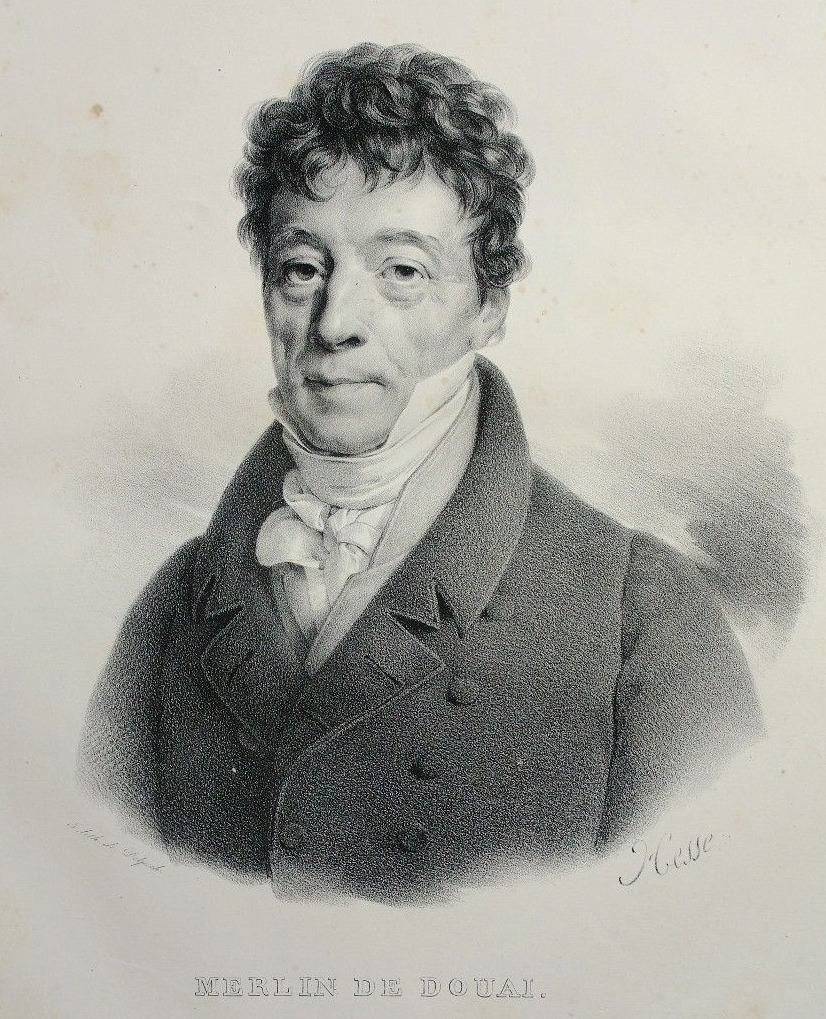
Philippe-Antoine Merlin de Douai a été le premier procureur général près la Cour de cassation, entre 1804 et 1815.

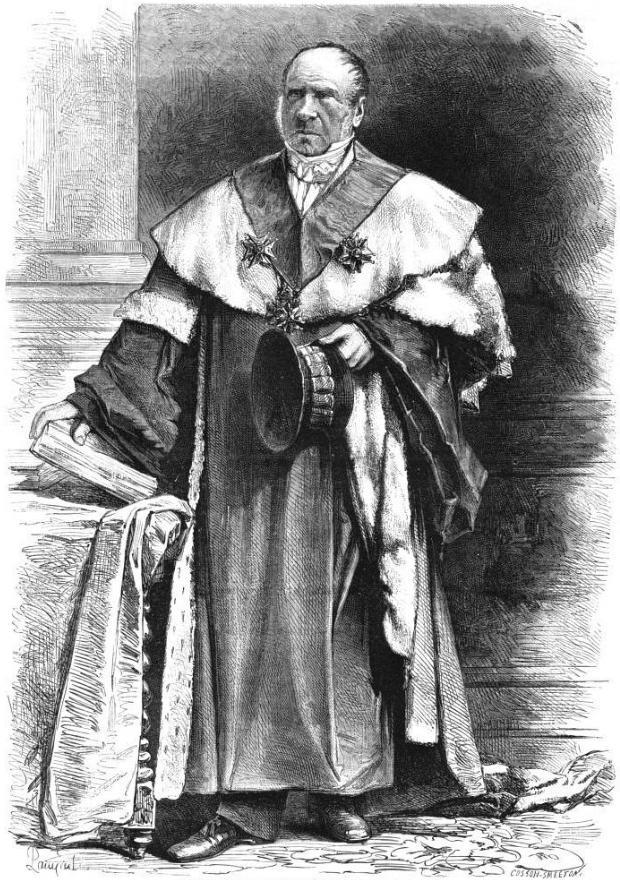
André Dupin est ici représenté dans sa robe de procureur général près la Cour de cassation, fonction qu'il a exercée entre 1857 et 1865.

La liste des procureurs généraux près la Cour de cassation recense, par ordre chronologique, les magistrats français qui ont exercé la fonction de commissaire près le Tribunal de cassation, puis de procureur général près la Cour de cassation depuis sa création en 1804.
François Molins en décrit ainsi les fonctions : « L'avocat général lance une idée, il parle pour demain en portant un regard éclairé et lucide sur l’évolution des problèmes de notre société. [Il est] totalement libre et indépendant […], ne peut recevoir d'ordre d’aucune autorité, interne ou externe, et ne soutient pas d'accusation »

## Liste des commissaires près le Tribunal de cassation
Lors de la création du Tribunal de cassation, il existe un commissaire du roi près le Tribunal, puis un commissaire du gouvernement. 
| Commissaire                          | Début                              | Après                                                     |
| Commissaire du roi                   |                                    |                                                           |
| ------------------------------------ | ---------------------------------- | --------------------------------------------------------- |
| Marie-Jean Hérault de Séchelles      | 16 mai 1791                        | Député                                                    |
| André-Joseph Abrial                  | 11 octobre 1791                    | Commissaire du gouvernement près le Tribunal de cassation |
| Commissaire du gouvernement          |                                    |                                                           |
| André-Joseph Abrial                  | 11 septembre 1792                  | Commissaire civil à Naples                                |
| Thomas-Laurent Mouricault            | 2 ventôse an VII 20 février 1799   | Président du Tribunat                                     |
| Gilbert Jourde                       | 28 germinal an VII 17 avril 1799   | Commissaire civil au Piémont                              |
| André-Joseph Abrial                  | 23 messidor an VII 11 juillet 1799 | Ministre de la Justice                                    |
| Félix Julien Jean Bigot de Préameneu | 19 pluviôse an VIII 8 février 1800 | Président de la section de législation au conseil d'État  |
| Philippe-Antoine Merlin de Douai     | 9 nivôse an X 30 décembre 1801     | Procureur général près la Cour de cassation               |

## Liste des procureurs généraux près la Cour de cassation
| Procureur                                  | Décret de nomination          | Décret de nomination | Après                                                                        |
| ------------------------------------------ | ----------------------------- | -------------------- | ---------------------------------------------------------------------------- |
| Philippe-Antoine Merlin de Douai           | 29 floréal an XII 19 mai 1804 |                      | Ministre d'État                                                              |
| Grégoire Mourre                            | 15 février 1815               | [ Bull 1 ]           |                                                                              |
| Philippe-Antoine Merlin de Douai           | 13 mars 1815                  |                      | Exil                                                                         |
| Grégoire Mourre                            | 12 juillet 1815               |                      | Retraite                                                                     |
| André Dupin                                | 17 août 1830                  | [ Bull 2 ]           | Retraite                                                                     |
| Claude Alphonse Delangle                   | 30 janvier 1852               |                      | Ministre de la Justice                                                       |
| Paul-Henri-Ernest de Royer                 | 10 février 1853               |                      | Ministre de la Justice                                                       |
| André Dupin                                | 23 novembre 1857              |                      | Décès                                                                        |
| Claude Alphonse Delangle                   | 14 novembre 1865              |                      | Décès                                                                        |
| Paul Fabre                                 | 22 janvier 1870               |                      |                                                                              |
| Charles Renouard                           | 21 avril 1871                 | [ JO 1 ]             | Sénateur inamovible                                                          |
| Louis-Hector Chaudru de Raynal             | 7 juillet 1877                | [ JO 2 ]             | Retraite                                                                     |
| Charles-Alfred Bertauld                    | 11 février 1879               | [ JO 3 ]             | Sénateur inamovible, décès                                                   |
| Jules-Claude Barbier                       | 20 avril 1882                 | [ JO 4 ]             | Premier président de la Cour de cassation                                    |
| Louis Baudouin (d)                         | 15 novembre 1884              | [ JO 5 ]             | Décès                                                                        |
| Abel-Antoine Ronjat                        | 11 mai 1886                   | [ JO 6 ]             | Décès                                                                        |
| Jean-Pierre Manau                          | 31 mars 1893                  | [ JO 7 ]             |                                                                              |
| Édouard Laferrière                         | 3 octobre 1900                | [ JO 8 ]             | Décès                                                                        |
| Manuel-Achille Baudouin                    | 25 juillet 1901               | [ JO 9 ]             | Premier président de la Cour de cassation                                    |
| Louis Sarrut                               | 16 novembre 1911              | [ JO 10 ]            | Premier président de la Cour de cassation                                    |
| Léon Bulot (d)                             | 2 février 1917                | [ JO 11 ]            |                                                                              |
| Daniel Mérillon                            | 31 janvier 1922               | [ JO 12 ]            | Retraite                                                                     |
| Théodore Lescouvé                          | 18 octobre 1923               | [ JO 13 ]            | Premier président de la Cour de cassation                                    |
| Georges Lecherbonnier (d)                  | 4 février 1928                | [ JO 14 ]            |                                                                              |
| Paul Matter                                | 23 décembre 1929              | [ JO 15 ]            | Premier président de la Cour de cassation                                    |
| Charles Frémicourt                         | 16 septembre 1936             | [ JO 16 ]            | Premier président de la Cour de cassation                                    |
| Jules Pailhé                               | 16 juillet 1937               | [ JO 17 ]            |                                                                              |
| Pierre Caous (d)                           | 25 novembre 1940              | [ JO 18 ]            |                                                                              |
| Henri Lagarde                              | 1er janvier 1942              | [ JO 19 ]            |                                                                              |
| Pierre Caous (d)                           | 28 juin 1943                  | [ JO 20 ]            |                                                                              |
| Paul Frette-Damicourt (à titre provisoire) | 30 septembre 1944             | [ JO 21 ]            |                                                                              |
| Paul Frette-Damicourt                      | 7 mars 1945                   | [ JO 22 ]            |                                                                              |
| Antonin Besson                             | 5 décembre 1951               | [ JO 23 ]            | Conseiller du gouvernement pour les affaires judiciaires                     |
| Maurice Aydalot                            | 28 août 1962                  | [ JO 24 ]            | Premier président de la Cour de cassation                                    |
| Jean-Marie Robert                          | 27 octobre 1967               | [ JO 25 ]            | Retraite                                                                     |
| Adolphe Touffait                           | 5 février 1968                | [ JO 26 ]            | Juge représentant la France à la Cour de justice des Communautés européennes |
| Guy Chavanon (d)                           | 19 octobre 1976               | [ JO 27 ]            | Retraite                                                                     |
| Robert Schmelck                            | 19 décembre 1978              | [ JO 28 ]            | Premier président de la Cour de cassation                                    |
| Henri Maynier                              | 25 septembre 1980             | [ JO 29 ]            | Retraite                                                                     |
| Jean Laroque (d)                           | 15 septembre 1981             | [ JO 30 ]            | Retraite                                                                     |
| Henri Charliac                             | 27 mai 1982                   | [ JO 31 ]            | Retraite                                                                     |
| Pierre Arpaillange                         | 22 février 1984               | [ JO 32 ]            | Ministre de la Justice                                                       |
| Pierre Bezio                               | 13 juillet 1988               | [ JO 33 ]            | Décès                                                                        |
| Pierre Truche                              | 31 décembre 1992              | [ JO 34 ]            | Premier président de la Cour de cassation                                    |
| Jean-François Burgelin                     | 24 juillet 1996               | [ JO 35 ]            | Retraite                                                                     |
| Jean-Louis Nadal                           | 21 octobre 2004               | [ JO 36 ]            | Présidence de la Haute Autorité pour la transparence de la vie publique      |
| Jean-Claude Marin                          | 27 juillet 2011               | [ JO 37 ]            | Retraite                                                                     |
| François Molins                            | 26 octobre 2018               | [ JO 38 ]            | Retraite                                                                     |
| Rémy Heitz                                 | 1er juillet 2023              | [ JO 39 ]            |                                                                              |